# Pleurodèle de Waltl
Pleurodeles waltl
Espèce
Synonymes
- Salamandra funebris Bory de Saint-Vincent, 1828
- Triton costatus Wagler, 1830
- Salamandra major Gray in Cuvier, 1831
- Salamandra fenestrata Gray in Cuvier, 1831
- Salamandra pleurodeles Schlegel, 1837
- Bradybates ventricosus Tschudi, 1838
- Pleurodeles exasperatus Duméril, Bibron & Duméril, 1854
- Triton pleurodelus Schulze, 1891

Statut de conservation UICN

 NT  : Quasi menacé
Pleurodeles waltl, le pleurodèle de Waltl, est une espèce d'urodèles de la famille des Salamandridae. On le retrouve en Ibérie et au Maroc.

## Morphologie

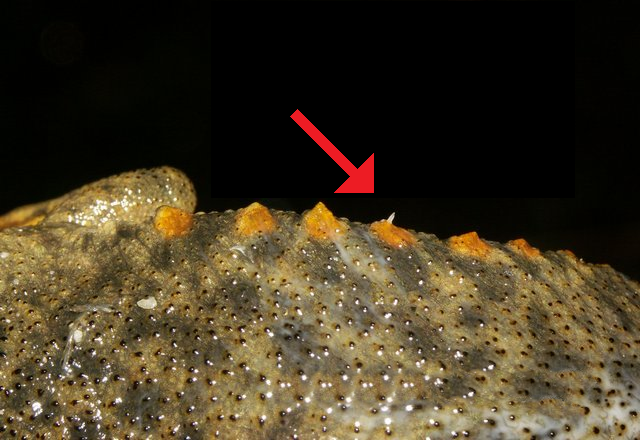
Les côtes passent à travers la peau lorsque la salamandre est menacée.

C'est le plus grand triton d'Europe : il peut atteindre 30 cm en liberté, et 20 cm en captivité. Sa peau verruqueuse est brune, son ventre beige à pois noirs. Sa longue queue représente environ la moitié de sa longueur totale. En cas d'attaque, il est capable de faire saillir ses côtes hors de son corps. Ce système de défense est à l'origine de sa dénomination commune en anglais et en portugais (triton à côtes saillantes). Ce fut le zoologiste allemand Franz von Leydig qui découvrit ce mécanisme de défense, en 1879. Quand l'amphibien se sent menacé et acculé, il fait le dos rond et gonfle son thorax pour faire jaillir hors de sa peau des petites pointes, qui sont en fait les extrémités de ses côtes, et commencent à secréter une substance laiteuse toxique.
Presque exclusivement aquatique, il préfère les eaux calmes et propres. Il est doté de poumons, et remonte régulièrement en surface. C'est un animal diurne, actif à des températures allant de 15 à 25 °C. Il hiberne entre 5 et 10 °C, et peut également estiver en cas de manque d'eau. Sa longévité atteint vingt ans.

## Répartition

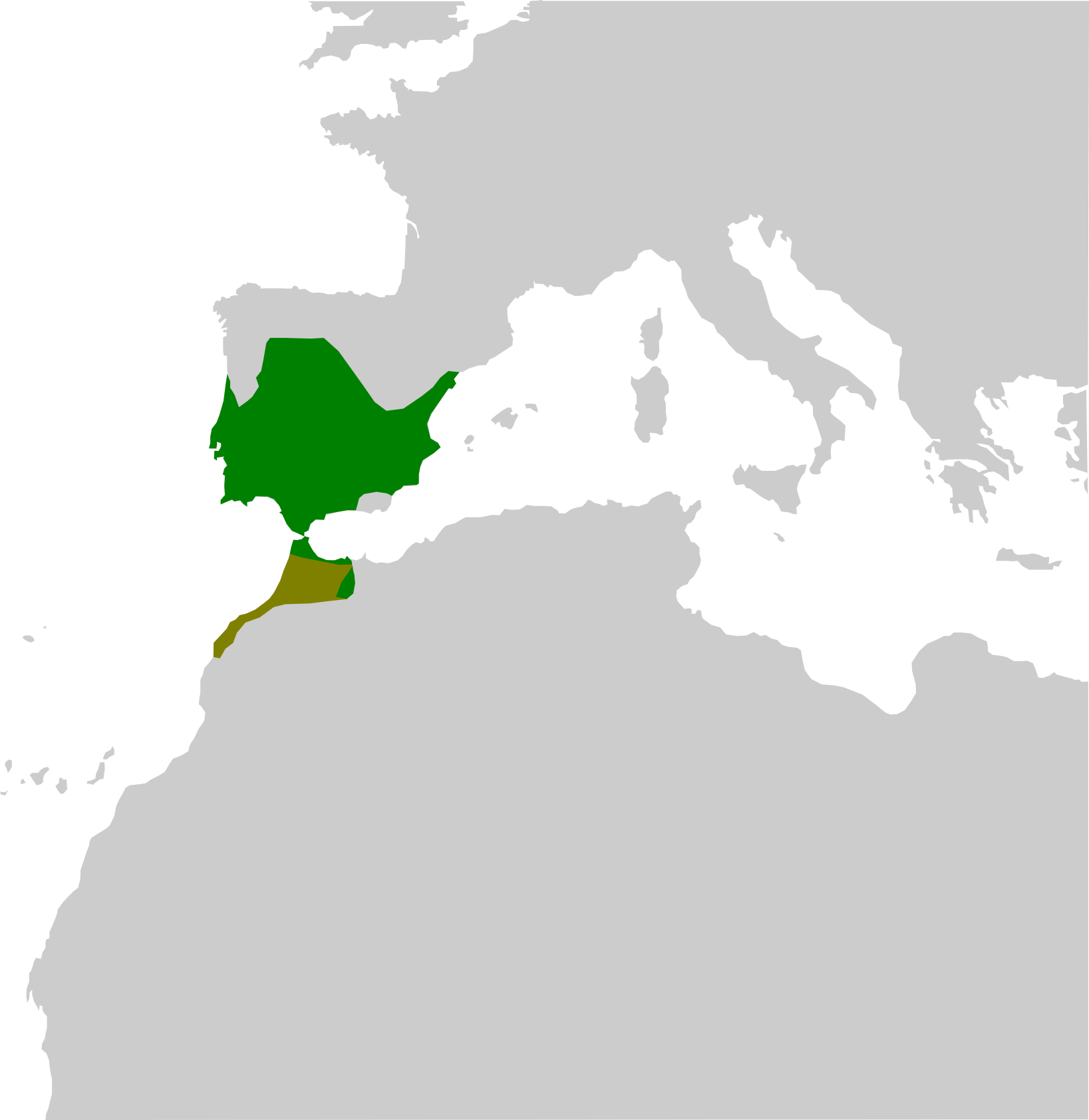

Cette espèce se rencontre en Espagne, au Portugal et dans le nord du Maroc.

## Conservation de l'espèce
L'UICN classe le pleurodèle de Waltl comme espèce quasi menacée dans sa liste rouge de 2006. Cette classification est due au déclin significatif de sa population sauvage, pour cause de réduction de son habitat naturel et de l'apparition d'espèces envahissantes; l'espèce est même proche d'être classée vulnérable. En 2004, l'espèce était classée Préoccupation mineure (LC) et en 2006 Espèce quasi menacée (NT).
Cette espèce est généralement menacée par le drainage de son habitat aquatique, la pollution agricole, le bétail (en Afrique du nord), l'eutrophisation, la pollution industrielle et domestique, et le développement des infrastructures. Il a largement disparu du littoral ibérique et marocain, autour des zones touristiques et très peuplées (tel Madrid). L'introduction d'espèces invasives de poissons et d'écrevisses (Procambarus clarkii) prédateurs des larves et des œufs de cette espèce, contribue à la menace. La mortalité sur les routes est également un danger sérieux pour certaines populations.

## Différenciation sexuelle
La différenciation sexuelle est initialement entrainée par les chromosomes sexuels, mais peut changer en fonction de la température. La femelle porte les chromosomes Z et W (ZW), le mâle deux copies du chromosome Z (ZZ). Cependant si des larves ZW sont élevées à une température de 32 °C à certaines étapes de leur développement (étapes 42 à 54), elles deviennent des mâles.
Les hormones jouent un rôle important pour la différenciation sexuelle : il est ainsi possible de changer le sexe des pleurodèles de Waltl en ajoutant des hormones ou des inhibiteurs d'hormones dans l'eau.
L'aromatase, une enzyme synthétisant un œstrogène agissant comme un stéroïde, joue un rôle clé dans la différenciation sexuelle comme pour de nombreux vertébrés non-mammifères Elle se trouve a plus forte concentration dans les gonades des larves ZW que dans celles des larves ZZ, mais pas dans celle des larves ZW soumises à une température élevée. Cette augmentation a lieu vers la fin des étapes où le changement de sexe est possible (étape 52).

## Expérimentations spatiales

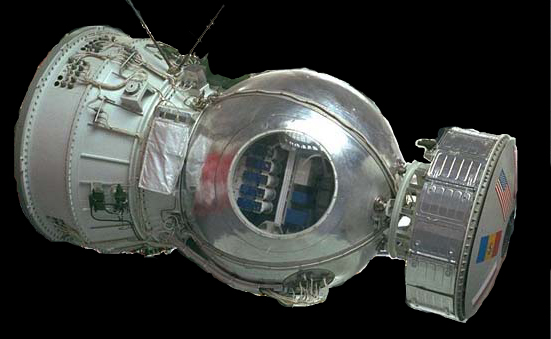
Un satellite bion, comme le Bion 7, qui emmena le premier dans l'espace le pleurodèle de Waltl en 1985. Le hublot fut installé après le vol, pour les besoins de l'exposition.

Le pleurodèle de Waltl a été étudié dans l'espace lors d'au moins 6 missions. La première fut conduite en 1985 à bord de Bion 7. Les 10 pleurodèles étaient accompagnés de deux macaques rhésus et de 10 rats, dans une capsule inhabitée. En 1992, Bion 10, transportait également des pleurodèles, ainsi que Bion 11 en 1996.
Les recherches furent poursuivies en 1996 par des expériences françaises sur Mir (expédition Mir Cassiopée), suivies d'études en 1998 (expédition Mir Pégase) et en 1999 (expédition Mir Perseus). Foton-M2 hébergea aussi des pleurodèles en 2005.

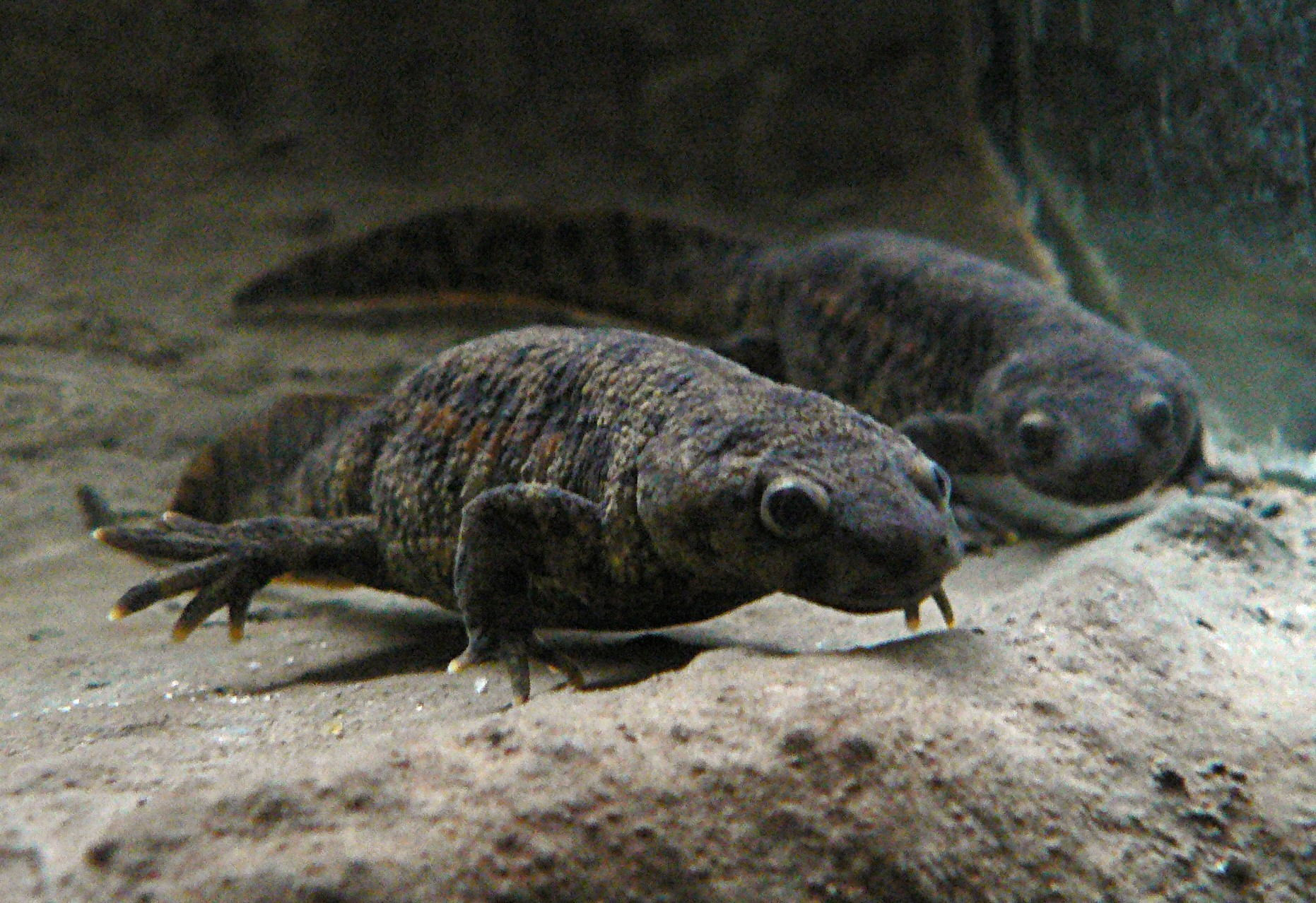
Pleurodèles de Waltl en aquarium (sur Terre)

Les pleurodèles furent choisis pour leur organisme se prêtant bien à l'étude de la micro-gravité . La femelle est en effet capable de conserver du sperme dans son cloaque pendant 5 mois, permettant une insémination sur Terre puis une fertilisation dans l'espace par stimulation hormonale. De plus leur développement lent permet d'observer les étapes clés de l'ontogenèse, de l'ovocyte aux larves.
Des études ont porté sur la capacité de régénération des pleurodèles (plus rapide dans l'espace, jusqu'à 2 fois dans les premières étapes), ainsi que sur les étapes de développement et la reproduction dans l'espace.
Sur Terre, les effets de l'hypergravité (jusqu'à 3G) sur la fertilité des pleurodèles de Waltl ont également été étudiés, ainsi que sur la fertilité des pleurodèles nés dans l'espace de retour sur Terre (ils étaient fertiles, et sans problème particulier).
D'autres amphibiens ont été envoyés dans l'espace, dont les tritons Lissotriton vulgaris et Cynops pyrrhogaster, le xénope du Cap, ainsi que plusieurs grenouilles Hyla japonica, Lithobates pipiens et Rana temporaria.

## Élevage

### Environnement
Le pleurodèle de Waltl peut être installé dans un aquarium d'eau froide, de préférence d'au moins 80 litres pour un couple par exemple. Animal amphibie, il est capable de s'échapper en l'absence de couvercle, ou de se réfugier dans le filtre de l'aquarium. Veiller à ne pas utiliser de pierres ou de gravier tranchant, le pleurodèle pourrait alors se blesser. L'éclairage, les plantes, et la dureté de l'eau sont préférables, mais non indispensables. Il est nécessaire de filtrer l'eau et de la renouveler régulièrement (environ 1/4 toutes les deux semaines par exemple). Il peut être placé dans un bassin extérieur pendant l'été.

### Cohabitation
La cohabitation avec des poissons est pacifique, mais de trop petits animaux risquent de devenir des proies pour le pleurodèle, et de trop gros (carpe Koï) risquent de gober les plus petits tritons. Il est conseillé de fournir des abris aux pleurodèles (tubes, morceaux de pots...), voire d'interdire aux poissons une partie de l'aquarium par un grillage à mailles large.

### Alimentation
La nourriture du pleurodèle est essentiellement carnée (vers, insectes, viande, poisson, crustacés, granulés à cichlidés...) : il accepte tout ce qui a la taille de sa bouche. Le rythme des repas passe de 2 fois par jour pour les jeunes à une fois tous les 2 ou 3 jours chez l'adulte (15 cm). Les granulés sont bien équilibrés[réf. nécessaire] : les jeunes apprécient les granulés pour cichlidés, les adultes les granulés pour poissons de fond. En cas de nourriture congelée ou vivante, veiller à apporter de la variété pour éviter les carences.

### Reproduction
Les pleurodèles se reproduisent assez facilement en captivité. Il n'est pas nécessaire d'isoler le couple, mais il est préférable d'isoler les jeunes. Les parades sont favorisées par une eau à 15 °C environ. Après accouplement, la femelle pond en grappes des centaines d'œufs qui éclosent après une dizaine de jours. Les larves n'acceptent que la nourriture vivante de très petite taille (plancton). Elles peuvent également se nourrir de leurs congénères. À partir de 2 cm, les têtards acceptent une nourriture plus grosse, voir congelée. La métamorphose a lieu vers 3 mois : la perte des branchies entraîne un risque de noyade. La maturité sexuelle est atteinte vers 16 mois.

## Étymologie
Cette espèce est nommée en l'honneur de Joseph Waltl.

## Publication originale
- Michahelles, 1830 : Neue südeuropäische Amphibien. Isis von Oken, vol. 23, p. 189-195 (texte intégral).